# Mitropacup 1978
De Mitropacup 1978 was de 38e editie van deze internationale beker en voorloper van de huidige Europacups.
De opzet van de Mitropacup was terug bij de formule van de periode 1972-1976. Twee groepen van ieder drie clubs (uit Italië, Hongarije, Joegoslavië, Oostenrijk en Tsjechoslowakije) speelden een competitie en de winnaars van beide groepen speelden de finale over één wedstrijd.
 Groep A 
| Club              | Land                 | Uitslagen | Land              | Club              |
| ----------------- | -------------------- | --------- | ----------------- | ----------------- |
| Partizan Belgrado | Vlag van Joegoslavië | 1-2 , 4-0 | Vlag van Italië   | Perugia Calcio    |
| Partizan Belgrado | Vlag van Joegoslavië | 5-1 , 4-1 | Vlag van Tsjechië | TJ Zbrojovka Brno |
| Perugia Calcio    | Vlag van Italië      | 0-0 , 1-0 | Vlag van Tsjechië | TJ Zbrojovka Brno |

 Klassement 
| Plaats | Club              | W : w - g - v | Punten | Doelsaldo |
| ------ | ----------------- | ------------- | ------ | --------- |
| 1      | Partizan Belgrado | 4 : 3 - 0 - 1 | 6      | 14 - 4    |
| 2      | Perugia Calcio    | 4 : 2 - 1 - 1 | 5      | 3 - 5     |
| 3      | TJ Zbrojovka Brno | 4 : 0 - 1 - 3 | 1      | 2 - 10    |

 Groep B 
| Club                        | Land               | Uitslagen | Land                 | Club               |
| --------------------------- | ------------------ | --------- | -------------------- | ------------------ |
| Honvéd Boedapest            | Vlag van Hongarije | 6-0 , 1-2 | Vlag van Joegoslavië | Vojvodina Novi Sad |
| Rapid Wien trok zicht terug |                    |           |                      |                    |

 Klassement 
| Plaats | Club               | W : w - g - v | Punten | Doelsaldo |
| ------ | ------------------ | ------------- | ------ | --------- |
| 1      | Honvéd Boedapest   | 2 : 1 - 0 - 1 | 2      | 7 - 2     |
| 2      | Vojvodina Novi Sad | 2 : 1 - 0 - 1 | 2      | 2 - 7     |
| 3      | Rapid Wien         | 0 : 0 - 0 - 0 | 0      | 0 - 0     |

 Finale 
| Datum, Plaats         | Club              | Land                 | Uitslagen | Land               | Club             |
| --------------------- | ----------------- | -------------------- | --------- | ------------------ | ---------------- |
| 13 december, Belgrado | Partizan Belgrado | Vlag van Joegoslavië | 1-0       | Vlag van Hongarije | Honvéd Boedapest |

1927 · 1928 · 1929 · 1930 · 1931 · 1932 · 1933 · 1934 · 1935 · 1936 · 1937 · 1938 · 1939 · 1940 · 1951 · 1955 · 1956 · 1957 · 1958 · 1959 · 1960 · 1961 · 1962 · 1963 · 1964 · 1965 · 1966 · 1967 · 1968 · 1969 · 1970 · 1971 · 1972 · 1973 · 1974 · 1975 · 1976 · 1977 · 1978 · 1980 · 1981 · 1982 · 1983 · 1984 · 1985 · 1986 · 1987 · 1988 · 1989 · 1990 · 1991 · 1992